# Dirty Hits
«Dirty Hits» — сборник хитов шотландского музыкального коллектива Primal Scream, выпущенный 3 ноября 2003 года.

## Список композиций
1. «Loaded (Edit)» — 4:34
2. «Movin' on Up» — 3:44
3. «Come Together (Edit)» — 4:53
4. «Higher Than the Sun» — 3:37
5. «Rocks» — 3:35
6. «Jailbird» - 3:35
7. «(I’m Gonna) Cry Myself Blind» — 4:26
8. «Burning Wheel (Edit)» — 4:34
9. «Kowalski (Edit)» — 4:31
10. «Long Life» — 3:49
11. «Swastika Eyes» — 3:52
12. «Kill All Hippies» — 4:07
13. «Accelerator» — 3:38
14. «Shoot Speed/Kill Light» — 5:15
15. «Miss Lucifer»- 2:28
16. «Deep Hit of Morning Sun» — 3:45
17. «Some Velvet Morning» — 3:50 (New version)
18. «Autobahn 66» — 6:16

### Бонус-диск
1. «Come Together (Hypnotone Brain Machine Mix)» — 5:17
2. «Higher Than The Sun (The Orb Extended Extended Mix)» — 5:00
3. «Loaded (Terry Farley Remix)» — 5:59
4. «Rocks (Jimmy Miller Mix)» — 3:42
5. «Jailbird (Sweeney 2 Sabres of Paradise Remix)» — 5:46
6. «Kowalski (Automator Mix)» — 5:12
7. «Living Dub (Long Life Adrian Sherwood Remix)» — 5:31
8. «Stuka (Two Lone Swordsmen Mix)» — 10:14
9. «Swastika Eyes (Chemical Brothers Mix UK Edit)» — 3:55
10. «Exterminator (Massive Attack Remix)» — 5:08
11. «Miss Lucifer (Bone to Bone Alec Empire Remix)» — 3:23
12. «Some Velvet Morning (Two Lone Swordsmen Alternative Mix)» — 6:54
13. «Autobahn 66 (Alter Ego Remix)» — 6:41

## Участники записи
- Primal Scream:
  - Бобби Гиллеспи — вокал
  - Роберт Янг — гитара
  - Эндрю Иннес — гитара
  - Мартин Даффи — клавишные
  - Даррин Муни — ударные
  - Гари Маунфилд — бас-гитара
- Brendan Lynch — продюсер
- Том Дауд — продюсер
- George Drakoulias — ремикширование, продюсирование
- Kevin Shields — микширование («Accelerator», «Deep Hit of Morning Sun», «Some Velvet Morning»)
- Andrew Weatherall — продюсирование («Loaded (Edit)», «Come Together (Edit)», «Autobahn 66»)
- Jimmy Miller — продюсирование, микширование («Movin' on Up»)
- Paul Taylor — программирование («Movin' on Up»)
- Dr. Alex Peterson, Thrash, The Orb — продюсирование («Higher Than the Sun»)
- David Bianco — продюсирование, ремикширование («Jailbird», «(I’m Gonna) Cry Myself Blind»)
- Jagz Kooner — продюсирование («Swastika Eyes», «Some Velvet Morning», «Miss Lucifer»), микширование («Swastika Eyes», «Some Velvet Morning»)
- M. Nelson — текст («Kill All Hippies»)
- Andy Wilkinson — звукорежиссер («Accelerator»)
- Tim Holmes — продюсирование («Shoot Speed/Kill Light»)
- Кейт Мосс — вокал («Some Velvet Morning»)
- Ли Хезлвуд — текст («Some Velvet Morning»)
- Keith Tenniswood — продюсирование («Autobahn 66»)
- Jim Lambie — оформление
- Paul Harte — арт-директор
- House @ Intro — дизайн